# Arauco (chilská provincie)
Arauco je provincie v Chile. Leží v regionu Biobío. Hlavní město je Lebu. Patří k historické oblasti Araucania.

## Rozloha a obyvatelstvo
- Rozloha: 5457,2 km²
- Počet obyvatel: 158 916
- Hustota zalidnění: 265,4 obyvatel/km²

## Administrativní rozdělení
1. Arauco
2. Cañete
3. Contulmo
4. Curanilahue
5. Lebu (hlavní město)
6. Los Álamos
7. Tirúa